# الأكاديمية القومية للعلوم الجمركية والتكنولوجيا
الأكاديمية القومية للعلوم الجمركية والتكنولوجيا هي أكاديمية متخصصة في مجال العلوم الجمركية والمجالات الأخرى وتعتبر إنجاز جديد لهيئة الجمارك السودانية تم التصديق النهائي للأكاديمية القومية للعلوم الجمركية والتكنولوجيا من قبل وزارة التعليم العالي وهي أكاديمية جامعية رائدة ونواة لجامعة جمركية عالمية.

## برامج البكالوريوس
1. بكالوريوس العلوم الجمركية.
2. بكالوريوس الشرف في تقنية المعلومات
3. بكالوريوس الشرف في الاقتصاد والتجارة الدولية
4. بكالوريوس الشرف في إدارة الأعمال
5. بكالوريوس الشرف في المحاسبة

## مركز التدريب الجمركي
هو أحد أزرع الأكاديمية يقدم المركز كورسات متخصصة في مجال العلوم الجمركية
1. التخليص والدراسات الجمركية
2. الاسيكودا العالمية

## مركز الرخصة الدولية لقيادة الحاسب الالي ICDL
هو أحد ازرع الأكاديمية يقدم المركز كورسات شهادة الرخصة الدولية لقيادة الحاسب الألي وجلسات الامتحانات ومنح شهادة الرخصة الدولية لقيادة الحاسب الألي.

## مركز الرخصة السودانية لتشغيل الحاسوب S.L.C.O
يقدم المركز التدريب والامتحانات لشهادة الرخصة السودانية لتشغيل الحاسوب وهي برنامج قومي برعاية المركز القومي للمعلومات وزارة الاتصالات وهي من متطلبات مداخل الخدمة وتمهبد لمنح شهادة الرخصة الدولية لقيادة الحاسب الألي.

## روابط خارجية
الاكاديمية القومية للعلوم الجمركية والتكنولوجيا(NAC[وصلة مكسورة]
https://webtick1.blogspot.com/2019/07/blog-post_21.html